# Zemský okres Kaiserslautern
Zemský okres Kaiserslautern (německy Landkreis Kaiserslautern) je zemský okres v německé spolkové zemi Porýní-Falc. Sídlem správy zemského okresu je město Kaiserslautern, které ovšem není jeho součástí. Má přibližně 104 tisíc obyvatel. 

## Města a obce
Města:
1. Landstuhl
2. Otterberg
3. Ramstein-Miesenbach

Obce:
1. Bann
2. Bruchmühlbach-Miesau
3. Enkenbach-Alsenborn
4. Erzenhausen
5. Eulenbis
6. Fischbach
7. Frankelbach
8. Frankenstein
9. Gerhardsbrunn
10. Hauptstuhl
11. Heiligenmoschel
12. Hirschhorn/Pfalz
13. Hochspeyer
14. Hütschenhausen
15. Katzweiler
16. Kindsbach
17. Kollweiler
18. Kottweiler-Schwanden
19. Krickenbach
20. Lambsborn
21. Langwieden
22. Linden
23. Mackenbach
24. Martinshöhe
25. Mehlbach
26. Mehlingen
27. Mittelbrunn
28. Neuhemsbach
29. Niederkirchen
30. Niedermohr
31. Oberarnbach
32. Olsbrücken
33. Otterbach
34. Queidersbach
35. Reichenbach-Steegen
36. Rodenbach
37. Schallodenbach
38. Schneckenhausen
39. Schopp
40. Schwedelbach
41. Sembach
42. Steinwenden
43. Stelzenberg
44. Sulzbachtal
45. Trippstadt
46. Waldleiningen
47. Weilerbach